# Fake Love
«Fake Love» es una canción grabada por el grupo surcoreano BTS, lanzada el 18 de mayo de 2018 por Big Hit Entertainment como el sencillo principal del tercer álbum de estudio Love Yourself: Tear (2018). El sencillo debutó en el décimo puesto de Billboard Hot 100 con 29,000 ventas digitales, convirtiéndose en el primer sencillo de BTS en entrar al Top 10 y la canción cuya posición fue en su momento la más alta alcanzada por un grupo coreano en los EE. UU.
Un remix alternativo de la canción, el «Rocking Vibe Mix», fue lanzado como sencillo el 4 de junio de 2018. Una versión japonesa de la canción fue lanzada previamente en formato de descarga digital el 16 de octubre de 2018 antes de su lanzamiento en formato físico como remix el 7 de noviembre de 2018.

## Composición
Como descrito por Spin, «Fake Love» se torna oscuro oscuro y se une al drama de Wings junto con la angustia del álbum de 2015 The Most Beautiful Moment in Life: Young Forever. El sencillo fue escrito y producido por «hitman» bang, Pdogg, y el miembro de BTS RM y es acerca de uno dándose cuenta de que su amor, que él pensó que era el destino, resultó ser un amor falso. Digital Journal describe «Fake Love» como una combinación de pop, hip-hop, grunge, trap rock y música contemporánea para adultos, la cual muestra un lado más oscuro de la música de ellos.

## Vídeo musical
El conteo oficial de YouTube reportó que el vídeo musical «Fake Love» acumuló un total de 35.9 millones de visitas dentro de las 24 horas de su lanzamiento, rompiendo el récord anterior de BTS del video de un grupo de K-pop con la mayor cantidad de vistas en las primeras 24 horas, y haciéndolo el tercer vídeo más visto en las primeras 24 horas en 2018. Este acumuló más de 3.9 millones de «me gusta» en el mismo período de 24 horas, convirtiéndose en el vídeo con más «me gusta» recibidos en un día, derrotando a sus predecesores «DNA» y «Mic Drop», los cuales acumularon 1.5 y 2 millones de «me gusta» respectivamente. «Fake Love» obtuvo 100 millones de vistas en solo ocho días, ocho horas y 45 minutos, rompiendo el récord anterior del grupo con el vídeo «DNA», el cual lo consiguió después de 24 días.
Una versión extendida del vídeo musical, con un remix de rock alternativo de «Fake Love», se lanzó el 1 de junio. Contenía imágenes adicionales a las escenas del vídeo original, que terminan con el miembro del grupo Jungkook uniéndose a seis figuras enmascaradas, y una toma de los siete aparentemente siendo aplastados por un muro.
Tanto la versión regular como la extendida de los vídeos musicales fueron hechas por el director Choi Yong-seok de Lumpens. Otros miembros del personal claves son Lee Won-ju, Guzza, Park Hye-jeong y Jeong Min-je como directores adjuntos. El director de fotografía fue Nam Hyun-woo de GDW y los directores de arte fueron Park Jin-sil y Kim Bo-na. Song Hyun-suk trabajó con el encargado de la obra y el gerente de construcción fue Song Sukki. Los efectos especiales para el vídeo fueron manejados por Demolition.

## Promoción

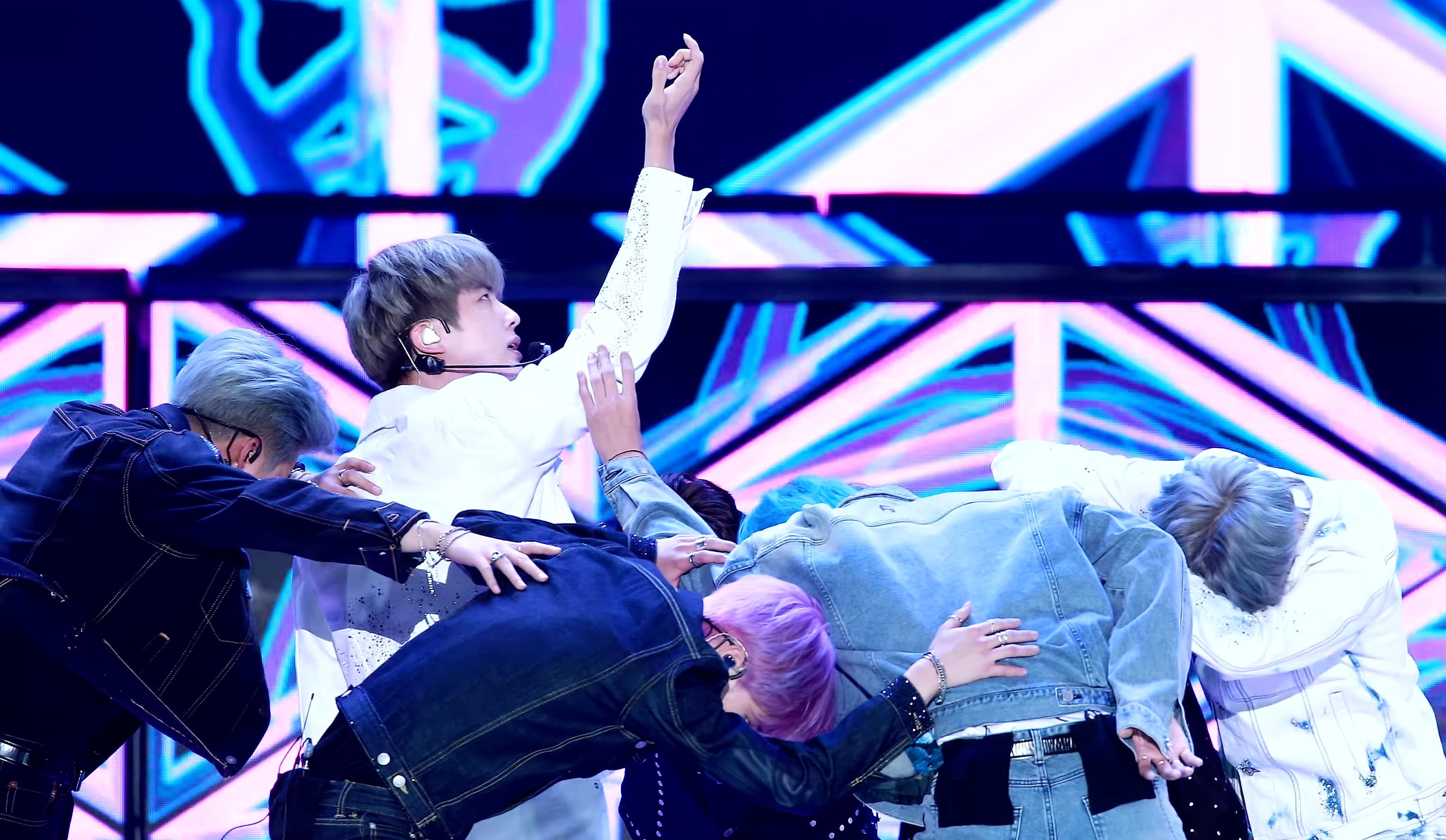
BTS interpretando «Fake Love» en los Seoul Music Awards de 2019.

BTS interpretó «Fake Love» por primera vez el 20 de mayo de 2018 en los Billboard Music Awards. El grupo también presentó la canción en The Ellen DeGeneres Show el 25 de mayo, y grabaron otra para el programa The Late Late Show with James Corden, la cual fue transmitida el 12 de junio.
BTS promocionó la canción en varios programas de música de Corea del Sur, incluyendo Music Bank, Show! Music Core, Inkigayo, y M Countdown. Acumularon 12 victorias y 3 triple-crowns en Music Bank, Music Core e Inkigayo. El 1 de diciembre de 2018, BTS interpretó el sencillo en los Melon Music Awards. Además, tanto la versión original como la versión rock fueron promovidas en diciembre del mismo año en el KBS Grand Song Festival y en los Mnet Asian Music Awards respectivamente. En enero de 2019 fue presentada en los Seoul Music Awards.

## Recepción
En septiembre, después de anunciar el listado de canciones para su álbum sencillo en japonés, uno de los sencillos principales fue retirado. Su agencia declaró: «Debido a razones referentes a la producción, el listado de canciones para el álbum japonés cuyo lanzamiento está programado para noviembre será cambiado. Nos disculpamos por cualquier inconveniencia.» Siguiendo el anuncio, la canción fue reemplazada por versiones remix de «Fake Love» y «Idol». Tower Records Japan reportó que el álbum sencillo fue el cuarto mejor álbum sencillo vendido por un artista coreano en Japón durante el 2018.
La revista Elle votó la canción como la séptima mejor canción de verano en el 2018. Los 40 la posicionó en el puesto 27 en su lista «Las mejores canciones (en lo que llevamos) de 2018».

## Posicionamiento en listas
| Listas (2018)                                  | Mejor posición |
| ---------------------------------------------- | -------------- |
| Alemania (Media Control AG)                    | 56             |
| Argentina (Argentina Hot 100)                  | 49             |
| Argentina (Los 40 Principales)                 | 1              |
| Australia (ARIA)                               | 36             |
| Austria (Ö3 Austria Top 40)                    | 22             |
| Bélgica (Flandes) (Ultratip Bubbling Under)    | 34             |
| Canadá (Hot 100)                               | 22             |
| Corea del Sur (Billboard Hot 100)              | 1              |
| Corea del Sur (Gaon)                           | 1              |
| Escocia (Scottish Singles Sales Chart)         | 36             |
| Eslovaquia (Singles Digitál Top 100)           | 30             |
| España (PROMUSICAE)                            | 86             |
| Estados Unidos (Billboard Hot 100)             | 10             |
| Estados Unidos (Billboard Mainstream Top 40)   | 34             |
| Estados Unidos (Billboard World Digital Songs) | 1              |
| Estonia (Single Top 40)                        | 6              |
| Finlandia (Billboard Digital Song Sales)       | 1              |
| Francia (SNEP)                                 | 116            |
| Francia (SNEP Digital)                         | 21             |
| Hungría (Single Top 40)                        | 1              |
| Hungría (Stream Top 40)                        | 13             |
| Irlanda (IRMA)                                 | 67             |
| Japón (Japan Hot 100)                          | 5              |
| Malasia (RIM)                                  | 1              |
| México (Monitor Latino Anglo)                  | 18             |
| Nueva Zelanda (Recorded Music NZ)              | 35             |
| Reino Unido (UK Independent Singles)           | 3              |
| Reino Unido (UK Singles Chart)                 | 42             |
| República Checa (Singles Digitál Top 100)      | 43             |
| Rusia (Tophit)                                 | 40             |
| Suecia (Billboard Sweden Digital Song Sales)   | 2              |
| Suecia (Sverigetopplistan)                     | 54             |
| Suiza (Schweizer Hitparade)                    | 41             |

| Lista (2018)                            | Mejor posición |
| --------------------------------------- | -------------- |
| Japón (Japan Hot 100)                   | 1              |
| Japón (Oricon) Fake Love/Airplane Pt. 2 | 1              |

| Lista (2018)          | Mejor posición |
| --------------------- | -------------- |
| Japón (Japan Hot 100) | 13             |
| Corea del Sur (Gaon)  | 19             |

## Premios y nominaciones
| Año                      | Premio                        | Categoría                                  | Ganador       | Resultados | Ref.          |
| ------------------------ | ----------------------------- | ------------------------------------------ | ------------- | ---------- | ------------- |
| 2018                     | Mnet Asian Music Awards       | Mwave Global Fan Choice                    | BTS           | Ganador    | [ 63 ]        |
| 2018                     | Mnet Asian Music Awards       | Mejor actuación de baile - Grupo masculino | BTS           | Nominado   | [ 63 ]        |
| 2018                     | Mnet Asian Music Awards       | Canción del Año                            | BTS           | Nominado   | [ 63 ]        |
| 2018                     | MelOn Music Awards            | Canción del Año                            | BTS           | Nominado   | [ 64 ]        |
| 2018                     | MelOn Music Awards            | Mejor Canción Rap/Hip Hop                  | BTS           | Ganador    | [ 64 ]        |
| 2018                     | MBC Plus X Genie Music Awards | Canción del Año                            | BTS           | Nominado   | [ 65 ] [ 66 ] |
| 2018                     | MBC Plus X Genie Music Awards | Premio Musical de Rap/Hip Hop              | BTS           | Nominado   | [ 65 ] [ 66 ] |
| 2018                     | MTV Video Music Awards Japan  | Mejor Vídeo de Grupo - Internacional       | BTS           | Ganador    | [ 67 ]        |
| 2019                     | Gaon Chart Music Awards       | Canción del año – mayo                     | BTS           | Nominado   | [ 68 ] [ 69 ] |
| 2019                     | Golden Disk Awards            | Digital Bonsang                            | BTS           | Ganador    | [ 70 ]        |
| 2019                     | Korean Music Awards           | Canción del Año                            | BTS           | Ganador    | [ 71 ]        |
| 2019                     | Korean Music Awards           | Mejor Canción Pop                          | BTS           | Ganador    | [ 71 ]        |
| Categorías Profesionales |                               |                                            |               |            |               |
| 2018                     | Mnet Asian Music Awards       | Mejor Coreógrafo del Año                   | Son Sung-Deuk | Ganador    | [ 72 ]        |
| 2018                     | Mnet Asian Music Awards       | Mejor Director Artístico del Año           | MU:E          | Ganador    | [ 72 ]        |

| Programa                  | Fecha               | Ref.   |
| ------------------------- | ------------------- | ------ |
| Music Bank (KBS)          | 25 de mayo de 2018  | [ 73 ] |
| Music Bank (KBS)          | 1 de junio de 2018  | [ 74 ] |
| Music Bank (KBS)          | 8 de junio de 2018  | [ 75 ] |
| Show! Music Core (MBC)    | 26 de mayo de 2018  | [ 76 ] |
| Show! Music Core (MBC)    | 2 de junio de 2018  | [ 77 ] |
| Show! Music Core (MBC)    | 9 de junio de 2018  | [ 78 ] |
| Inkigayo (SBS)            | 27 de mayo de 2018  | [ 79 ] |
| Inkigayo (SBS)            | 3 de junio de 2018  | [ 80 ] |
| Inkigayo (SBS)            | 10 de junio de 2018 | [ 80 ] |
| Show Champion (MBC Music) | 30 de mayo de 2018  | [ 81 ] |
| M! Countdown (Mnet)       | 31 de mayo de 2018  | [ 82 ] |
| M! Countdown (Mnet)       | 7 de junio de 2018  | [ 83 ] |

## Certificaciones y ventas
| Australia (ARIA)      | Oro     | 35 000      |
| Corea del Sur (KMCA)  | Platino | 2 500 000   |
| Estados Unidos (RIAA) | Oro     | 500 000     |
| Reino Unido (BPI)     | Plata   | 200 000     |
| Streaming             |         |             |
| Japón (RIAJ)          | Oro     | 50 000 000  |
| Corea del Sur (KMCA)  | Platino | 100 000 000 |

## Historial de lanzamiento
| País           | Fecha                  | Versión  | Formato                | Sello                                                   | Ref.   |
| -------------- | ---------------------- | -------- | ---------------------- | ------------------------------------------------------- | ------ |
| Varios         | 18 de mayo de 2018     | Original | Descarga digital       | Big Hit Entertainment, IRIVER                           | [ 90 ] |
| Varios         | 4 de junio de 2018     | Remix    | Descarga digital       | Big Hit Entertainment, IRIVER                           | [ 91 ] |
| Estados Unidos | 12 de junio de 2018    | Original | Contemporary hit radio | Columbia                                                | [ 92 ] |
| Japón          | 16 de octubre de 2018  | Japonés  | Descarga digital       | Big Hit Entertainment, Universal Japan, Virgin, Def Jam | [ 93 ] |
| Varios         | 16 de octubre de 2018  | Japonés  | Descarga digital       | Big Hit Entertainment, Universal Japan, Virgin, Def Jam | [ 93 ] |
| Japón          | 7 de noviembre de 2018 | Japonés  | CD, streaming          | Big Hit Entertainment, Universal Japan, Virgin, Def Jam | [ 94 ] |
| Varios         | 7 de noviembre de 2018 | Japonés  | CD, streaming          | Big Hit Entertainment, Universal Japan, Virgin, Def Jam | [ 94 ] |
| Estados Unidos | 15 de marzo de 2019    | Japonés  | CD                     | Big Hit Entertainment, Columbia                         | [ 95 ] |